# Suzanne et les Vieillards (Gentileschi, Brno)
Pour les articles homonymes, voir Suzanne et les Vieillards (homonymie).
Suzanne et les Vieillards est un tableau réalisé par la peintre italienne Artemisia Gentileschi en 1649. De format vertical, cette huile sur toile est une peinture chrétienne qui illustre un épisode du Livre de Daniel, dans l'Ancien Testament, celui de Suzanne et les Vieillards. Y est représenté l'instant où les deux hommes âgés se penchent vers la jeune baigneuse, une bassine à ses pieds. L'œuvre est conservée depuis 1922 à la galerie Morave de Brno, à Brno, en Tchéquie.

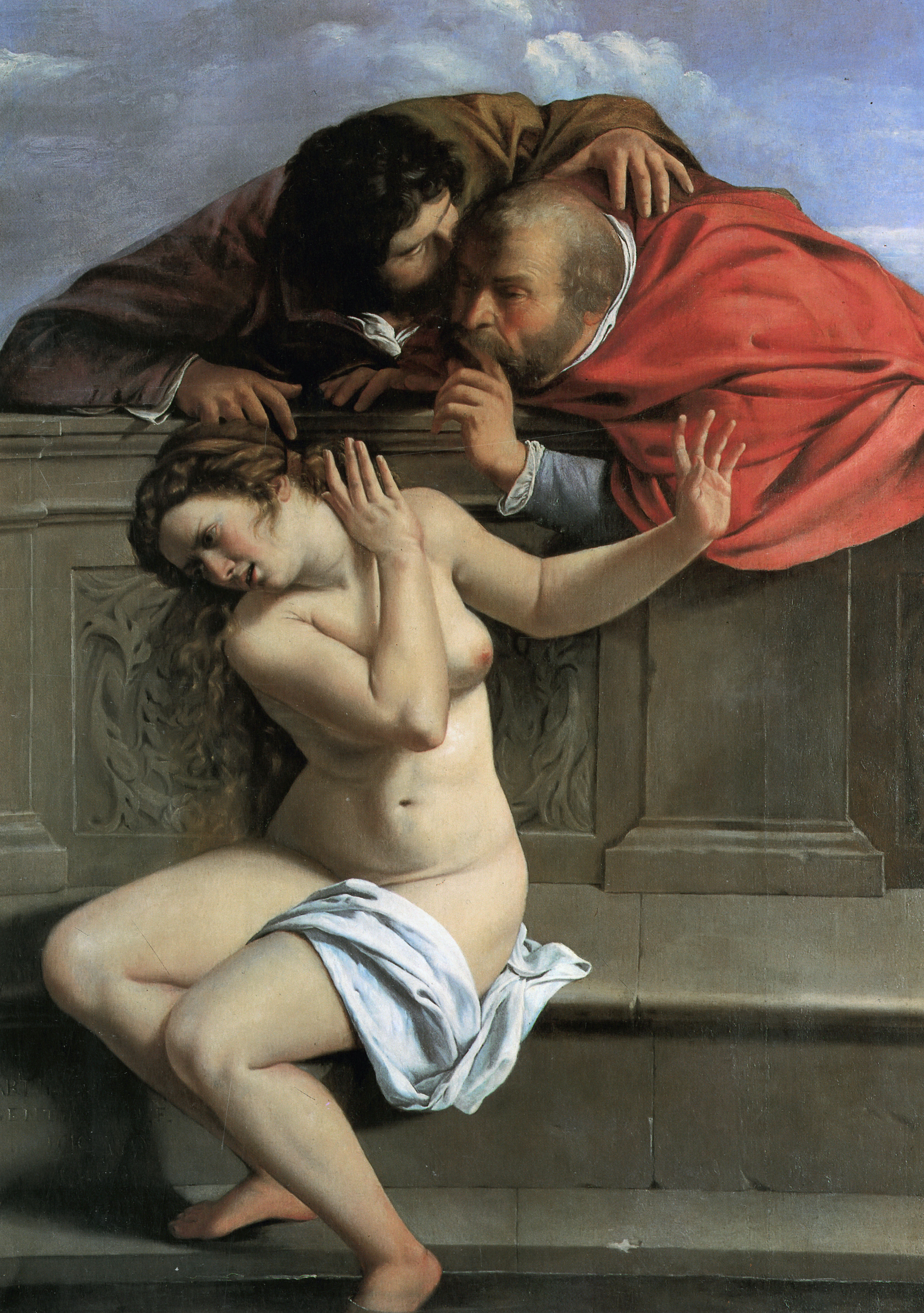
Suzanne et les Vieillards, vers 1610 – Château Weissenstein, Pommersfelden.
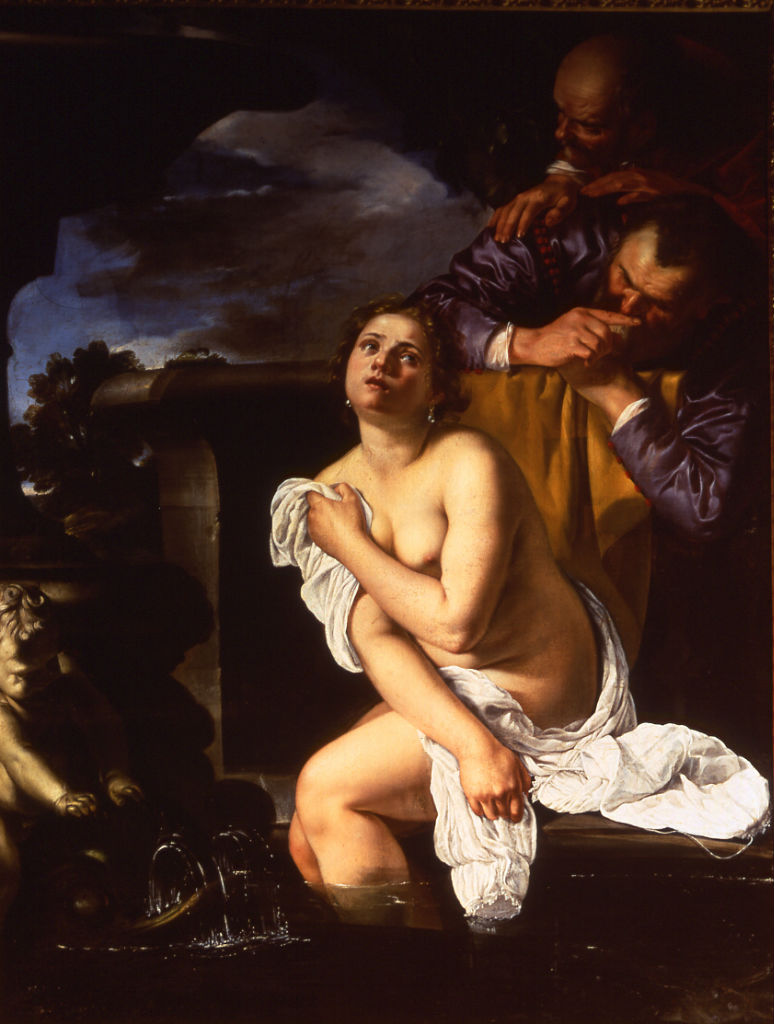
Suzanne et les Vieillards, 1622 – Burghley House, Peterborough.
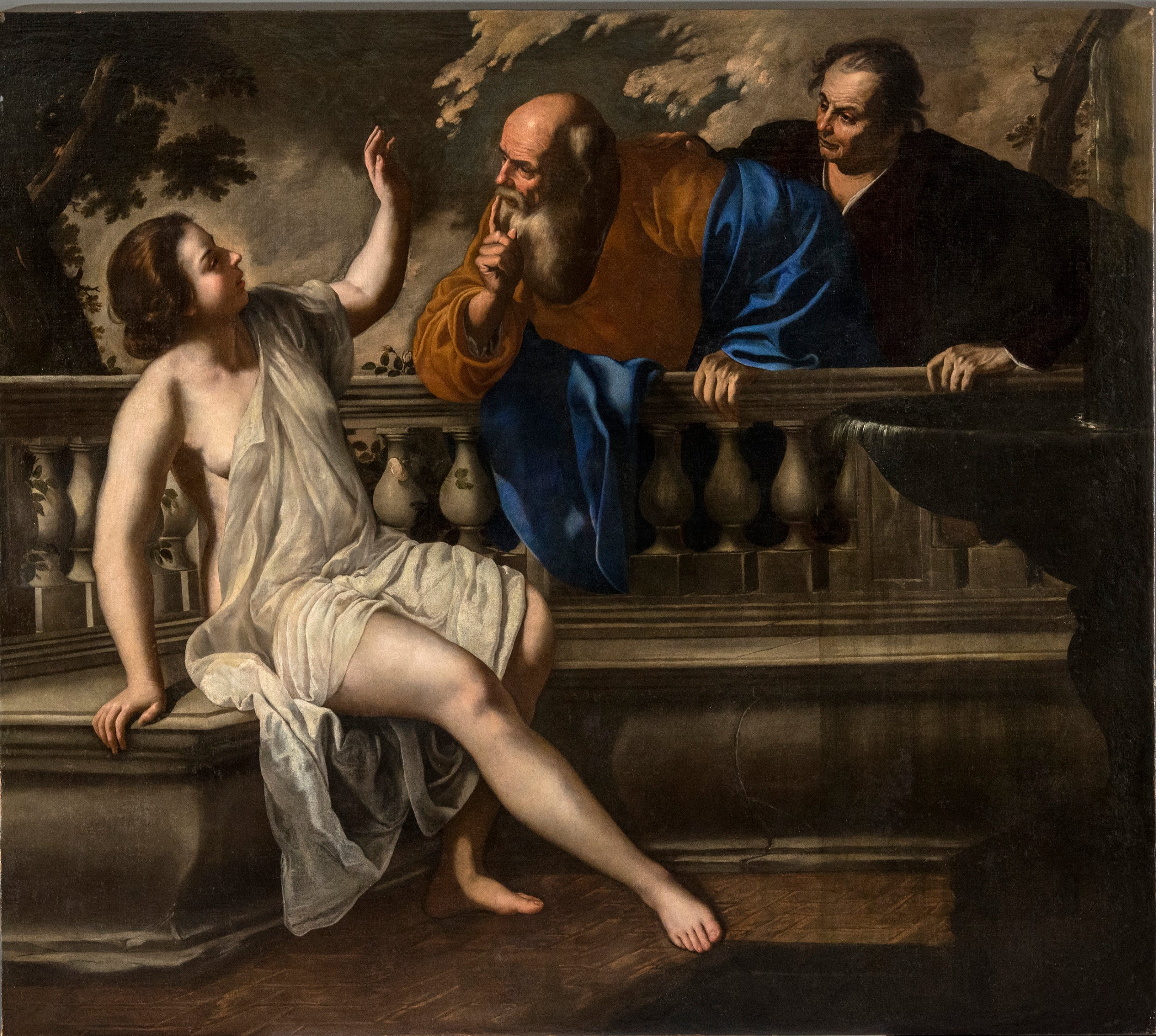
Suzanne et les Vieillards, 1652 – Pinacothèque nationale de Bologne, Bologne.